# 우치조노 히로타카
우치조노 히로타카(일본어: 内薗 大貴, 1987년 4월 27일 ~ )는 일본의 축구 선수이다.

## 구단 경력
그는 2016년부터 2023년까지 J리그의 FC 가리야, 가고시마 유나이티드 FC, 테게바자로 미야자키에서 활동하였다.